# Suspicion (serie televisiva 2022)
Suspicion è una serie televisiva britannica ideata da Rob Williams per Apple TV+ e basata sulla serie televisiva israeliana False Flag di Maria Feldman e Amit Cohen. La serie ha debuttato il 4 febbraio 2022.

## Trama
Cinque persone – tre uomini e due donne – vedono le loro vite sconvolte dopo essere state identificate dalla polizia di Londra come sospettate di essere coinvolte nel rapimento e nella successiva scomparsa di Leonardo, il figlio del magnate dei media americano Katherine Newman.

## Episodi
| Stagione       | Episodi | Pubblicazione |
| -------------- | ------- | ------------- |
| Prima stagione | 8       | 2022          |

## Personaggi e interpreti

### Principali
- Aadesh Chopra, interpretato da Kunal Nayyar, doppiato da Gabriele Sabatini.
- Natalie Thompson, interpretata da Georgina Campbell, doppiata da Benedetta Degli Innocenti.
- Sean Tilson, interpretato da Elyes Gabel, doppiato da Marco Vivio.
- Tara McAllister, interpretata da Elizabeth Henstridge, doppiata da Joy Saltarelli.
- Vanessa Okoye, interpretata da Angel Coulby, doppiata da Alessia Amendola.
- Monique Thompson, interpretata da Lydia West, doppiata da Lucrezia Marricchi.
- Lydia Thompson, interpretata da Clare Perkins, doppiata da Anna Cugini.
- Scott Anderson, interpretato da Noah Emmerich, doppiato da Stefano Thermes.
- Katherine Newman, interpretata da Uma Thurman, doppiata da Chiara Colizzi.

### Ricorrenti
- Eddie Walker / Liam McKenna, interpretato da Tom Rhys Harries, doppiato da Manuel Meli.
- Owen Neilssen, interpretato da Ross McCall, doppiato da Andrea Lavagnino.
- Martin Copeland, interpretato da Robert Glenister, doppiato da Luciano Roffi.
- Leo Newman, interpretato da Gerran Howell, doppiato da Federico Campaiola.
- Eric Cresswell, interpretato da Karl Johnson, doppiato da Gianni Giuliano.
- Amy, interpretata da Jennifer Ehle, doppiata da Daniela Calò.
- Daisy, interpretata da Anya McKenna-Bruce.
- Sonia Chopra, interpretata da Mandip Gill, doppiata da Isabella Benassi.
- Shiv Kapoor, interpretato da Parth Thakerar, doppiato da Emanuele Ruzza.
- Ajay Kapoor, interpretato da Faraz Ayub, doppiato da Marco Giansante.
- Rakesh Kapoor, interpretato da Kulvinder Ghir, doppiato da Roberto Fidecaro.
- Joe Gibson, interpretato da Ben Bailey Smith, doppiato da Riccardo Scarafoni.
- Reuben Carson, interpretato da Martin Savage, doppiato da Oliviero Dinelli.
- Steve McAllister, interpretato da Dominic Tighe, doppiato da Francesco Fabbri.
- Masoud Ghorbani, interpretato da Bijan Daneshmand, doppiato da Marco Briglione.

## Produzione

### Sviluppo
A luglio 2019, Apple TV+ ha annunciato lo sviluppo di una versione in lingua inglese del pluripremiato thriller israeliano False Flag, creato da Maria Feldman e Amit Cohen, con Keshet International, la divisione di distribuzione e produzione di Keshet Media Group, la stessa società produttrice della serie originale in lingua ebraica. Nel marzo 2020, Apple ha ordinato una serie in otto parti prodotta da Keshet UK, la filiale britannica di Keshet, e diretta da Chris Long, con Rob Williams come showrunner. Entrambi sono anche produttori esecutivi insieme a Howard Burch, Avi Nir, Anna Winger, Maria Feldman, Amit Cohen e Liat Benasuly. La serie è stata cancellata da Apple TV+ nel luglio 2023.

### Cast
Nel marzo 2020, insieme all'annuncio dell'ordine della serie, è stato comunicato che al cast si sono uniti Uma Thurman, Kunal Nayyar, Noah Emmerich, Georgina Campbell, Elyes Gabel, Elizabeth Henstridge e Angel Coulby si sono uniti al cast. Nel novembre 2020, è stato annunciato che si era unito al cast anche Tom Rhys Harries.

### Riprese
A partire da marzo 2020, secondo quanto riferito, la produzione era iniziata nel Regno Unito su Suspectpicion, ma ha dovuto essere sospesa a causa della pandemia di COVID-19. Nel settembre 2020, sempre secondo quanto riferito, Apple si stava preparando a riprendere le riprese in Inghilterra, con la conferma che sarebbero iniziate a novembre 2020 a Brixham. Nel maggio 2021, le riprese si sono svolte anche a New York City, con diversi membri del cast avvistati sul set a Central Park, Washington Square Park e nell'Upper East Side. Le riprese della prima stagione si sono concluse il 18 maggio 2021.

## Distribuzione
Suspicion ha debuttato il 4 febbraio 2022 sulla piattaforma di video on demand Apple TV+, in tutti i paesi in cui il servizio è disponibile.

### Edizione italiana
La direzione del doppiaggio è di Stefanella Marrama e i dialoghi italiani sono curati da Barbara Bregant e Valentina Raspa per conto della Dubbing Brothers Int. Italia che si è occupata anche della sonorizzazione.

## Accoglienza

### Critica
Sull'aggregatore di recensioni Rotten Tomatoes la serie riceve il 50% delle recensioni professionali positive, Il consenso del sito web recita: "Mentre questo thriller di spionaggio raggiunge una genuina atmosfera di paranoia, è perseguitato da Suspicion che la star Uma Thurman sia stata sprecata in un mistero superficiale". mentre su Metacritic ha un punteggio di 49 su 100 basato su 16 recensioni.
Angie Han dell'Hollywood Reporter scrive: "Suspicion è ampiamente competente, in quanto il dialogo è funzionale, le interpretazioni ineccepibili (anche se coloro che guardano la Thurman dovrebbero essere avvertiti che lei è a malapena coinvolta), la narrazione abbastanza facile da seguire". Barbara Ellen di The Observer ha dichiarato che il dramma è stato "annullato da drammi erratici e temi senza senso". Dorothy Rabinowitz del Wall Street Journal è stata più lusinghiera, definendola "ambiziosa".

## Riconoscimenti
- LifeArt Festival
  - 2021 – Miglior colonna sonora a Gilad Benamram